# Tapout
Tapout je americká obchodní značka specializovaná na oblečení a příslušenství pro fanoušky MMA, kteří jsou převážně muži ve věku mezi 13 a 27 lety.
Podle toho je oblečení také koncipováno: je pohodlné, volné a divoké, ale zároveň odolné, elegantní a praktické (je z inteligentních materiálů umožňujících snadné praní, lepší odvod potu aj.).
Jak hlásal dnes již zesnulý Charles „Mask“ Levis: „Oblečením trička Tapout na sebe neoblékáte pouze tričko, berete na sebe a hlásáte náš styl života, který jsme MMA zasvětili.“

## Historie
Charles Levis junior (také známý jako Mask – maska) a Dan Caldwell (známý jako Punkass – punkerská-prdel) založili společnost v roce 1997 v Kalifornii, v době, kdy byly stále cage fights (zápasy v kleci) ilegální. Jejich cílem bylo odlišit MMA fanoušky od ostatních lidí. Zároveň tím však našli díru na trhu, jelikož pro tento (dnes již rovnocenný) sport nebylo žádné oblečení určené. Značka Tapout začínala své působení v garáži a měla opravdu velký úspěch, v roce 1999 firma vykazovala zisk 30 000 dolarů, v roce 2009 již 200 000 000 dolarů. Obrovský přelom  pro firmu byla legalizace UFC ligy v roce 2001.